# Hyloniscus dalmaticus
Hyloniscus dalmaticus är en kräftdjursart som beskrevs av Karl Wilhelm Verhoeff1930. Hyloniscus dalmaticus ingår i släktet Hyloniscus och familjen Trichoniscidae. Inga underarter finns listade i Catalogue of Life.